# 幸せがおカネで買えるワケ
『幸せがおカネで買えるワケ』（しあわせがおカネでかえるワケ、The Joneses）は2009年のアメリカ合衆国のコメディ映画。監督はデリック・ボルテ、出演はデミ・ムーアとデイヴィッド・ドゥカヴニーなど。
販売促進のために雇われたニセ家族がたどる顛末をシニカルに描いている。
日本では劇場未公開だが、DVDが2011年4月22日に発売された他、同年12月23日にWOWOWで放送された。

## ストーリー
ある高級住宅街にジョーンズ家が越して来る。家族4人は揃って容姿端麗。家族仲も良く、大邸宅に住み、車や家具をはじめ、身の周りのもの全てが最新の高級品という「完璧な家族」。瞬く間に街中の憧れの的となったジョーンズ家に一歩でも近づこうと誰もがジョーンズ家の人々と同じものを購入するようになる。
実は彼らはそれらの商品などの販売促進目的で雇われたニセ家族。「新人の夫」スティーヴは当初苦戦するが、一家は次々と売り上げを伸ばして行く。ところがスティーヴが「妻」ケイトを本気で愛するようになってしまう。とまどうケイトも徐々にスティーヴに惹かれて行き、二人は愛し合うようになる。
そんなある日、スティーヴに感化されて消費生活を楽しんでいた隣人のラリーが経済的に行き詰まった末に自宅のプールで自殺。罪悪感に苛まれたスティーヴはその場で自分たちがニセ家族で周りを騙していたことを暴露してしまう。スティーヴを残し、ケイトをはじめとするジョーンズ家の3人はそそくさと街を後にし、次の街に向う。
新しい「夫」を迎え、別の街で仕事を始めたジョーンズ家にスティーヴがやって来る。一度は拒んだケイトだったが、出て行ったスティーヴを追いかけ、彼の実家に一緒に向う。

## 登場人物
ケイト・ジョーンズ
演 - デミ・ムーア、吹替 - 高島雅羅
ジョーンズ家の妻。ユニットのリーダー。
スティーヴ・ジョーンズ
演 - デイヴィッド・ドゥカヴニー、吹替 - 小杉十郎太
ジョーンズ家の夫。新人。本名はスティーヴ・セリラ。
プロゴルファーになり損ねた元自動車販売員。
ジェニファー（ジェン）・ジョーンズ
演 - アンバー・ハード、吹替 - 佐古真弓
ジョーンズ家の娘。高校生。年上の男が好きでスティーヴにも迫って来た。
既婚男性と不倫の末、捨てられる。
ミック・ジョーンズ
演 - ベン・ホーリングスワース、吹替 - 鈴木正和
ジョーンズ家の息子。高校生。ゲイであることを隠している。
商品のアルコール飲料を飲ませたガールフレンドが交通事故を起こしたことで窮地に立たされる。
ラリー・サイモンズ
演 - ゲイリー・コール、吹替 - 津田英三
ジョーンズ家の隣人。経済的に行き詰まっていることを妻に隠している。
サマー・サイモンズ
演 - グレン・ヘドリー、吹替 - 雨蘭咲木子
ラリーの妻。化粧品の勧誘販売に夢中。
KC
演 - ローレン・ハットン、吹替 - 沢田敏子
「ジョーンズ家」の上司。
- その他の声の吹き替え:小形満／小平有希／加藤亮夫／四宮豪／さがらえみ／青木強／吉開清人／勝沼紀義／林りんこ／内山夕実／塩谷綾子

## タイトルの由来
アメリカでジョーンズとは、見栄を張る人や物質主義者の代名詞である。主人公の一家が隣人のジョーンズ家と張り合うコミックが20世紀前半にアメリカの新聞で人気となったのが由来とされる。そこからそのタイトルの"Keeping Up With The Joneses（ジョーンズ家と張り合う）"が「何でも欲しがる、見栄を張る」などを意味する言葉として使われるようになった。また、アメリカが大衆消費の時代を迎えた1960年代に育った世代（1954～1965年生まれ）は物欲偏重傾向が強いとされ、ジョーンズ世代と呼ばれている。

## 作品の評価
Rotten Tomatoesによれば、128件の評論のうち、63%にあたる80件が高く評価しており、平均して10点満点中6.19点を得ている。
Metacriticによれば、30件の評論のうち、高評価は12件、賛否混在は17件、低評価は1件で、平均して100点満点中55点を得ている。